# Palma de Maiorca
Palma de Maiorca (em catalão: Palma, em castelhano: Palma de Mallorca), oficialmente Palma e conhecida coloquialmente como Ciutat, é um município espanhol na comunidade autônoma das ilhas Baleares, da qual é a capital. localize-se na parte ocidental do mar Mediterrâneo, na costa sudoeste da ilha de Maiorca, a cerca de 250 km a leste da Península Ibérica.
O município tem 208,6km² de área, se estendendo entre a serra de Na Burguesa e o Prado de Sant Jord. A cidade está localizada no centro da baía de Palma, a cerca de 13 metros de altitude. É atravessada por várias torrentes, como a Riera ou Gros. Em 2021, tinha 419 366 habitantes (densidade: 2 010,4 hab./km²), é a oitava maior cidade da Espanha em população e a primeira das ilhas Baleares. Sua área metropolitana engloba nove localidades que alcançam os 560 240 habitantes numa área 1 015,9 km², sendo a 14ª da Espanha.
Foi fundada com o nome de Palma pelo cônsul romano Quinto Cecílio Metelo Baleárico, no ano 123 a.C. Se estima que seu atual assentamento corresponde possivelmente às ruínas romanas que se encontram sob seu centro histórico, ainda que não existam provas irrefutáveis. Seguida de outras conquistas por parte dos vândalos e pelos árabes em 903, foi finalmente conquistada por Jaime I de Aragão, em 31 de dezembro de 1229, convertendo-se na próspera Ciutat de Mallorca, capital de seu próprio reino, que decaiu após sua incorporação a Coroa de Aragão, em 1279.
Em 1715, entraram em vigor os Decretos de Nueva Planta, recuperando a cidade seu nome romano, Palma. Pouco depois já no século XX, durante as décadas de 1960 e 1970, Palma de Maiorca passou a receber grande volume de turistas, tornando-se um popular destino de férias. Na atualidade, é um notável centro econômico e cultural a nível insular e autônomo.

## Demografia
| Variação demográfica do município entre 1991 e 2004 [carece de fontes?] | Variação demográfica do município entre 1991 e 2004 [carece de fontes?] | Variação demográfica do município entre 1991 e 2004 [carece de fontes?] | Variação demográfica do município entre 1991 e 2004 [carece de fontes?] |
| ----------------------------------------------------------------------- | ----------------------------------------------------------------------- | ----------------------------------------------------------------------- | ----------------------------------------------------------------------- |
| 1991                                                                    | 1996                                                                    | 2001                                                                    | 2004                                                                    |
| 296 754                                                                 | 304 250                                                                 | 333 801                                                                 | 368 974                                                                 |

## Divisões administrativas
A cidade de Palma está dividida em cinco distritos:
1. Norte
2. Centro
3. Poente
4. Este
5. Praia de Palma

## Património
- Portopí — é o terceiro farol mais antigo inativo, atrás da Torre de Hércules e a Lanterna genovesa, e incorpora a mais excepcional colecção de ópticas de farol da Europa.[11]

## Transportes

### Aéreo

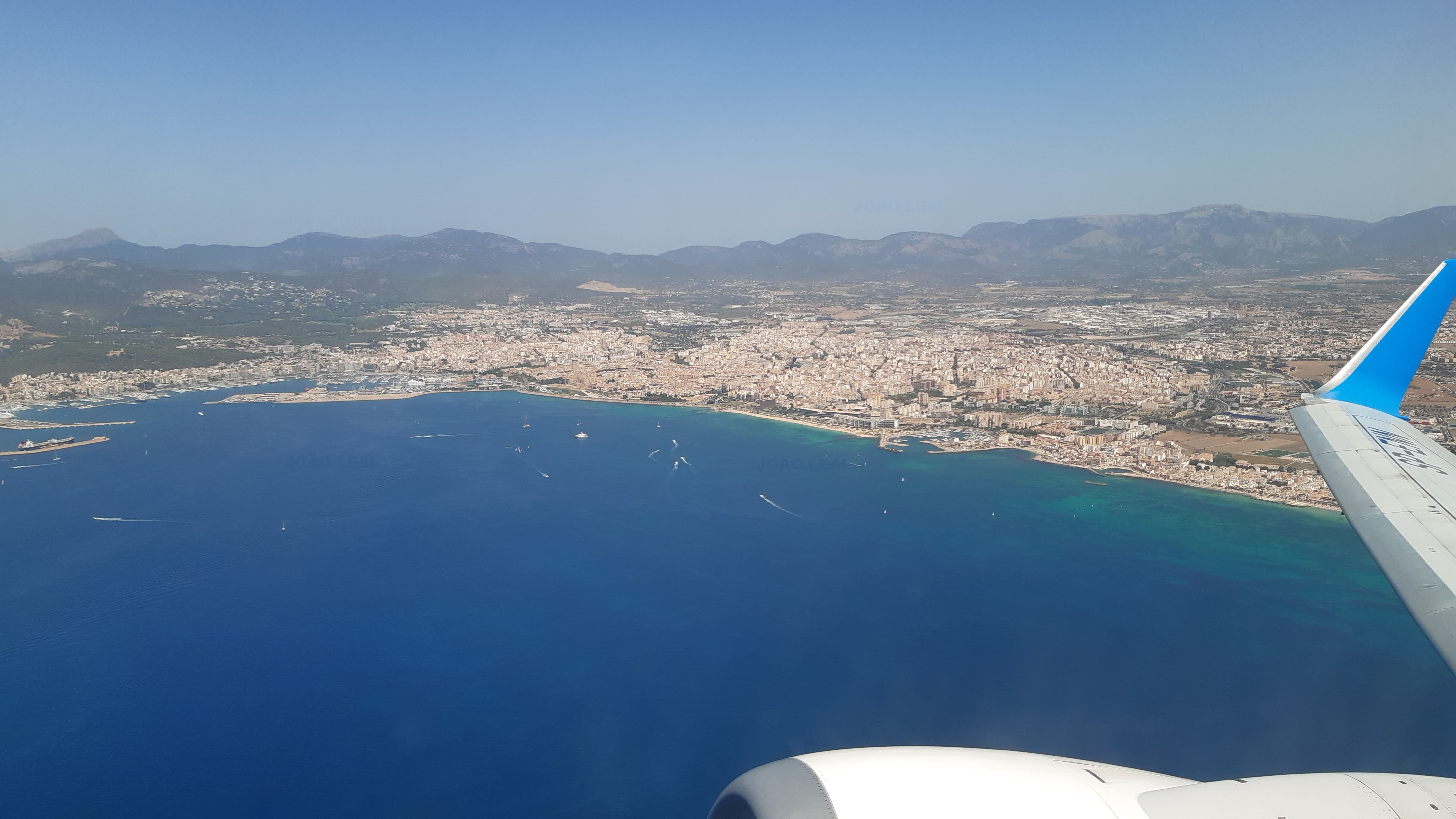
Vista aérea de Palma, em 2024.

Palma conta com um aeroporto civil e militar situado a 8 km a leste do centro: o Aeroporto Internacional de Palma de Maiorca, onde localiza-se a sede da Air Europa. É o terceiro aeroporto espanhol em número de passageiros, somente atrás do Aeroporto de Madrid-Barajas e do Aeroporto de Barcelona-El Prat, com um tráfego muito grande no verão, diferente destes que têm um tráfego mais homogêneo ao longo do ano. Este aeroporto tem conexões diárias com as cidades principais da península (Madrid, Barcelona, etc.), com as outras ilhas (Aeroporto de Menorca e Aeroporto de Ibiza) e com as principais cidades do Reino Unido e Alemanha.
Além disso, o antigo aeroporto de Palma, o aeródromo de Son Bonet, segue operando para voos de aviação geral. Está localizado no município de Marrachí.

### Marítimo
O Porto de Palma é o maior e mais importante das Ilhas Baleares. Cobre uma extensa linha de costa entre o Moll Vell, em frente a catedral, e o Dique del oeste (junto ao bairro de Portopí). É utilizado para o transporte de mercadorias, barcos pesqueiros, embarcações de lazer, transporte de passageiros e militares. Existem duas estações marítimas em serviço no Muelle de Peraires, desde onde operam os cruzeiros e os barcos de linha regular com destino a Barcelona, Valência, Ibiza, Maó ou Dénia. Devido ao incremento dos cruzeiros que fazem escala em Palma se habilitou uma terceira estação marítima no Dique do oeste e atualmente se vão iniciar as obras para construir sobre as duas antigas estações duas novas.

### Rodovias

#### Parque automobilístico
O município tem um parque motor de 820 automóveis para cada 1000 habitantes, superior aos 602 do conjunto insular. Por outra parte, existe um parque de 36.852 veículos entre caminhões e vans, especialmente elevada a importância da logística de repartição a todos os pontos da cidade.
| Tipo de veículo  | Quantidade |
| ---------------- | ---------- |
| Automóveis       | 234 808    |
| Caminhões e vans | 36 852     |
| Outros veículos  | 60 258     |
| Total            | 331 918    |

### Rede viária
Os grandes eixos viários de Maiorca confluem em Palma, cujos acessos tem sido melhorados, já que tradicionalmente ficaram colapsados nos horários de pico. Assim, em 1990 foi inaugurada a Vía de Cintura (Ma-20), um anel viário que desfia o tráfego do centro urbano. No entanto, o recente colapso levou à criação de um segundo anel que rodeia a cidade.
- Rodovia de Poniente (Ma-1): Palma - Paguera - Andrach - Puerto de Andrach
- Estrada de Sóller (Ma-11): Palma - Sóller - Puerto de Sóller
- Estrada de Valldemosa (Ma-1110): Palma - Universidad - Valldemosa
- Rodovia Palma - La Puebla (Ma-13): Palma - Inca - La Puebla - Puerto de Alcudia
- Desenvolvimento de Manacor (Ma-15): Palma - Manacor - Capdera
- Rodovia de Levante (Ma-19): Palma - Playa de Palma - Llcuhmayor - Santañí - Portopetro
- Via de Cintura (Ma-20): Circunvalación de Palma

## Cultura
A cultura palmesana, devido a constante imigração, está baseada na multiculturalidade, influencias de muitos lugares que se uniram com os costumes propriamente maiorquinos. Possui variedade de instalações divididos por diferentes pontos da cidade. Para permitir que seus visitantes explorem sua cultura, existem diferentes atividades durante qualquer época do ano. Entre seus personagens mais influentes se encontram o filósofo e escritor Ramom Llull, o cartógrafo Jehuda Cresques, o engenheiro Eusebio Estada, os escritores Llorenç Villalonga e Anselm Turmed assim como os pintores Anglada Camarasa, Eliseo Meifren e Joan Fuster Bonnin.

### Idiomas
Os idiomas oficiais em Palma, igual no resto de municípios do arquipélago balear, são o catalão e o espanhol. A cidade conta com uma escola oficial de idiomas, que se encontra situada no bairro do Marqués de la Fuensanta. Os aspectos mais destacados do catalão de Maiorca, o maiorquino, são a neutralização da "a" e da "e" e tônicas em [ə] e o uso de artigos salados (es, sa, ses) no lugar de el, la, els e les. Devido ao alto nível turístico, muitos de seus habitantes dominam vários idiomas europeus, principalmente o inglês e o alemão e em menor quantidade o sueco, o norueguês e o italiano.
Uma de suas principais características consiste na diversidade idiomática da população. Ainda que por natureza os idiomas mais falados são o espanhol e o catalão, a ampla diversidade turística dificulta a definição linguística, destacando entre os idiomas locais o inglês e o alemão.
Algumas zonas como Playa de Palma ou o Paseo Marítimo se converteram em lugares de ampla residência de origem britânica e germânico. No final da década de 1990, muitos de seus comerciais estavam anunciados unicamente em inglês o em alemão, assim como as etiquetas de uma variedade de produtos. Por esse motivo o governo autônomo comunicou que levaria uma inspeção a mais de mil comércios turísticos e que imporia multas de até 2,5 milhões de pesetas (15 000 euros) naqueles que não constassem com o rótulo em espanhol.

### Arquitetura
Um dos elementos mais característicos das casas palmesanas com clara influência da casa medieval catalã consiste em seus pátios. Ainda que para alguns se remontam a época romana, todos mantém uma estrutura similar; entrada coberta entre o portão e o pático em cujos laterais se encontram portas que conduzem a dependências auxiliares, como despensas ou estábulos, paralelepípedos estreitos, espaço coberto de arcos, colunas e capitéis com escadas que terminam em galerias. O escudo de armas dos proprietários não estão localizados no portal de acesso, mas no interior do pátio ou sacado, o piso é geralmente pavimentado e com uma leve inclinação que coleta a água da chuva em uma cisterna ligada a um pequeno jardim. As varandas estão adornadas com balaustradas e ferros.

### Espaços cênicos
Existem vários espaços cênicos municipais entre os que se destacam o Teatro Principal, o Auditórium, o Teatro Xesc Forteza e o Teatre del Mar, que fazem parte da Associação de Teatros e Auditórios Públicos das Ilhas Baleares (ATAPIB) e do Circuito de Artes Escénicas del Consejo Insular de Mallorca. Também se encontram incluídos no Proyecto Alcover. Contam com serviço técnico de som e iluminação durante todo o ano. As diferentes programações oferecidas incluem: concertos da banda municipal e a escola de música, obras de teatro classificadas para distintos públicos, tanto infantil, juvenil como adulto, na modalidade amador e profissional, dança e amostras de expressão artística escola.

### Bibliotecas
A rede de bibliotecas municipais está formada por um total de 25 bibliotecas repartidas por toda a cidade. Dependem da prefeitura ainda que algumas, como a de Can Sales, sejam cofinanciadas pela Consejería de Cultura do governo balear e o Ministério da Cultura. Cada uma está especializada em uma temática concreta, como história local, biografias, cultura popular, meio ambiente ou literatura infantil.

### Lazer
Um de seus maiores centros comerciais é chamado "Porto Pi centro", localizado no bairro de Portopí. Conta com duas plantas de comércios, zonas de lazer com salões recreativs, restaurantes. Uma das cafeterias mais antigas da cidade de Palma é "Can Joan de s'Aigo" da rua Sans, que abriu suas portas em 1700 e ainda oferece produtos gastronômicos artesanais de Maiorca.
A vida noturna se concentra em várias zonas dependendo da temporada do ano, assim como na alta temporada podem resultar de grande atividade os núcleos costeiros da praia de Palma, cabe destacar o passeio marítimo, com uma notável concentração de clubes noturnos. Outra de suas principais áreas de lazer consiste na cidade velha, la lonja, onde entre suas ruas podem percorrer todo tipo de locais de hotelaria, assim como discotecas e clubes musicais com atuações ao vivo. 
Um dos locais com maior interesse cultural desta área é o Ábaco, um pequeno palácio do século XVIII que conserva sua estrutura e que foi decorado ao estilo barroco, onde se oferece ao cliente cockteleria fina com um espetáculo natural ambientado na época.
Conta com um dos principais clubes noturnos da ilha, situada sob o passeio marítimo, se encontra a macrodiscoteca Tito's Palace, onde Samuel Bouriah, mais conhecido como DJ Sammy, começou sua expansão musical depois de ter conquistado as noites da localidade turística de Magaluf, na discoteca BCM Planet Dance. 
Tito's é um club noturno clássico da zona de ambiente conhecida como Plaza Gomila (na que entre outros, se encontram a maioria dos clubes rockabillies durante o ressurgimento após a mudança madrilenha) onde se pode chegar por três diferentes portais, destacando o elevador de cristal que leva desde o acesso no passeio marítimo até seu interior. No ambiente musical, cabe destacar a artistas como Joan Ramón Bonet, María del Mar Bonet e Bonet de San Pedro, entre outros.
Para os amantes das touradas existe uma praça de touros conhecida popularmente como Coliseo balear, que conta com 11 620 lugares nas arquibancadas, quatro palcos (norte, sul, leste e oeste) e mede 44,5 metros de diâmetro, onde além de corridas se realizam shows estivais muito populares na ilha. Faz parte do patrimônio histórico da cidade e nela atuaram bandas como Simply Red, Joe Cocker, Scorpions, Mike Oldfield, Julio Iglesias, B.B. King, Mark Knopfler, Dire Straits, Sting, Alejandro Sanz, Estopa, Amaral ou Miguel Bosé entre outros.

## Esportes
O clube de futebol da cidade, o Real Club Deportivo Mallorca, é um dos tradicionais da Espanha. Atualmente disputará a La liga 2022–23, tendo conseguido o acesso na temporada 2018/19.

## Cidades irmãs
- Santa Bárbara, Califórnia, Estados Unidos.
- Alghero, Sardenha, Itália.[30]
- Düsseldorf, Renânia do Norte-Vestfália, Alemanha.[31]
- Mar del Plata, Buenos Aires, Argentina.
- Portofino, Itália.
- Xalapa, Veracruz, México.